# Meurtre de Lina Delsarte
Pour les articles homonymes, voir Delsarte.
Le texte peut changer fréquemment, n’est peut-être pas à jour et peut manquer de recul. 
Le titre et la description de l'acte concerné reposent sur la qualification juridique retenue lors de la rédaction de l'article et peuvent évoluer en même temps que celle-ci.
Le meurtre de Lina Delsarte, d'abord connu comme la disparition de Lina, est une affaire judiciaire française. Celle-ci commence avec la disparition inexpliquée d'une adolescente de quinze ans, Lina Delsarte, survenue le 23 septembre 2023, à Saint-Blaise-la-Roche en Alsace entre son domicile et la gare. Le principal suspect, Samuel Gonin, se suicide en juillet 2024 après la saisie de son véhicule par la gendarmerie, véhicule dans lequel des traces génétiques et le sac de l'adolescente sont retrouvés. Le corps de Lina est découvert le 16 octobre 2024 dans un bois près de Nevers, sur le territoire de la commune de Sermoise-sur-Loire.

## Victime
La victime, Lina Delsarte, est née le 10 août 2008. Elle est donc âgée de quinze ans lors de sa disparition,.
Elle est de nationalité française, mesure 1,60 m, a des cheveux blonds et des yeux vert clair.
Le mois de sa disparition, elle prépare un certificat d'aptitude professionnelle (CAP) « aide à la personne » dans un établissement proche de Saint-Blaise-la-Roche dans le Bas-Rhin, après avoir obtenu son diplôme national du brevet en juillet 2023 au collège Frison-Roche.
C'est la fille unique de parents séparés en 2011 ; son père s'appelle Olivier Delsarte et sa mère, Fanny Groll.

## Disparition

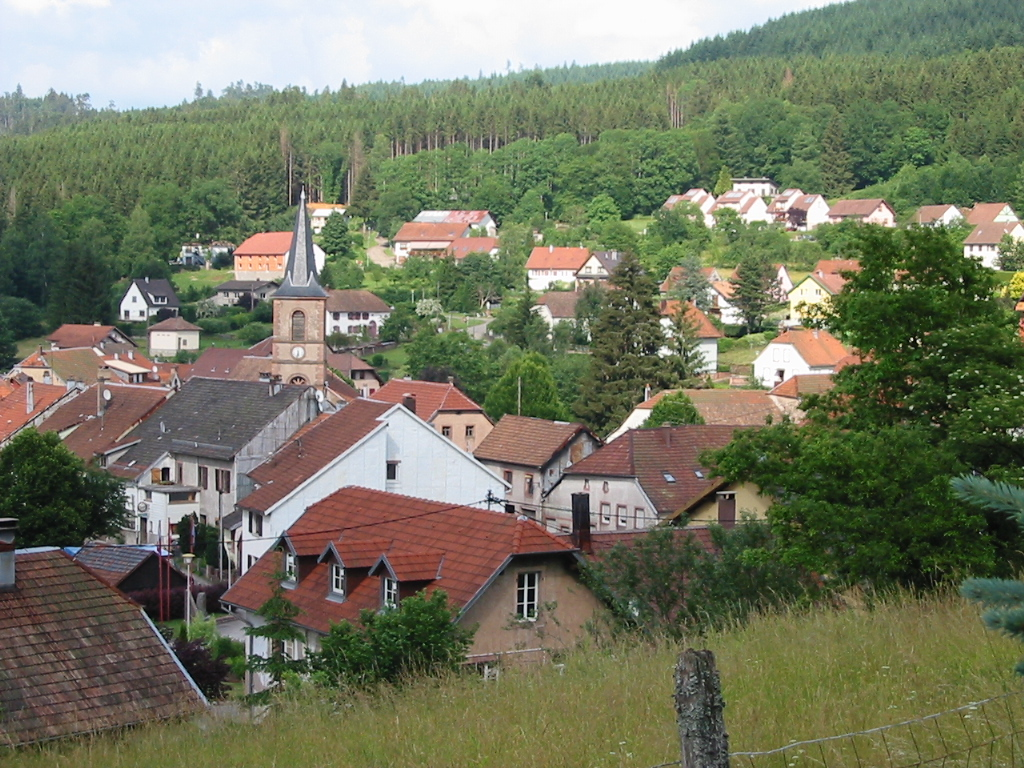
Vue de Saint-Blaise-la-Roche.

Le samedi 23 septembre 2023, Lina quitte son domicile à Champenay (un hameau de la commune de Plaine) pour se rendre à la gare de Saint-Blaise-la-Roche, où elle devait prendre un train pour Strasbourg afin de rejoindre son compagnon. Elle effectue à pied ce trajet d'environ 3 km. Deux témoins l'aperçoivent entre 11 h 15 et 11 h 30 puis son téléphone portable émet un dernier signal à 11 h 22. Les enregistrements des caméras de surveillance de la gare indiquent qu'elle n'est pas montée dans le train. Ne la voyant pas arriver, son petit ami alerte la mère de la jeune fille. Au moment de sa disparition, Lina porte une robe grise, une veste blanche et des chaussures de marque Converse blanches. Selon la procureure de la République de Saverne, Aline Clérot, la victime n'a pas un profil de fugueuse et la famille est « sans problème particulier ». Aucune activité bancaire n'est constatée sur son compte après sa disparition.

## Fait divers en parallèle
Le premier petit ami sérieux de Lina, Benjamin Holtzmann, 22 ans, s'est tué sur la route le 1er octobre 2023, soit huit jours après la disparition de l’adolescente. Après avoir été flashé à 185 km/h par les gendarmes sur la D500, à hauteur d'Obernai (Bas-Rhin), le jeune homme, au volant d'une voiture, aurait accéléré et raté la bretelle de sortie. Il était mort à l’arrivée des secours,.
Leur relation aurait duré environ un an au cours de l'année 2022 et ils seraient restés en bons termes par la suite. Selon les gendarmes, il ne s'agirait pas d'un suicide mais bien d'un accident et sa mort ne serait aucunement liée à l'enquête, malgré une temporalité compatible,.

## Plainte antérieure pour viol
En juin 2022, Lina, alors âgée de 13 ans, avait déposé plainte pour des faits de « viol en réunion », classée sans suite pour infraction « insuffisamment caractérisée ». En janvier 2024, le parquet de Saverne annonce procéder à une « nouvelle étude juridique de la procédure » et s'en dessaisit au profit de celui de Strasbourg, qui ouvre en février une information judiciaire pour « viol commis sur mineure de 15 ans par un majeur avec différence d’âge d’au moins cinq ans », procédure « sans lien et distincte de celle actuellement ouverte des chefs d’enlèvement et de séquestration criminelle ».

## Enquête
Les recherches ont essentiellement lieu entre le domicile de la victime, situé à Champenay, et la gare de Saint-Blaise-la-Roche, où elle devait prendre un train.
Un avis de recherche est lancé par la gendarmerie dès le samedi après-midi et une enquête pour « disparition inquiétante » est ouverte. Une première battue a lieu le lundi puis une seconde le lendemain, complétées par des investigations téléphoniques. Des équipes cynophiles sont alors engagées sur les lieux potentiels de la disparition. Un hélicoptère et des drones survolent également la zone. Deux plans d'eau situés près de Saint-Blaise-la-Roche sont sondés par sept plongeurs,.
Aucune trace pouvant évoquer un accident n'est découverte sur le parcours de la victime. Deux ratissages impliquant 80 gendarmes sont réalisés le jeudi 28 septembre.
Dans le cadre normal de l'enquête, le téléphone de son petit ami Tao est analysé par la police, notamment pour étudier la dernière vidéo qu'elle aurait envoyée avant sa disparition. Le jeune homme âgé de 19 ans révèle au Nouveau Détective qu'il est victime de menaces et d'accusations depuis la disparition de Lina.
Le 26 mars 2024, six mois après la disparition de l’adolescente, trois personnes, un homme et un couple, sont placées en garde à vue par les gendarmes de la section de recherches de Strasbourg. En cause, des incohérences entre leur emploi du temps et les déclarations qu’ils ont faites aux enquêteurs, mais ces auditions ne révèlent rien d’incriminant.

### Découvertes de traces et identification d'un suspect

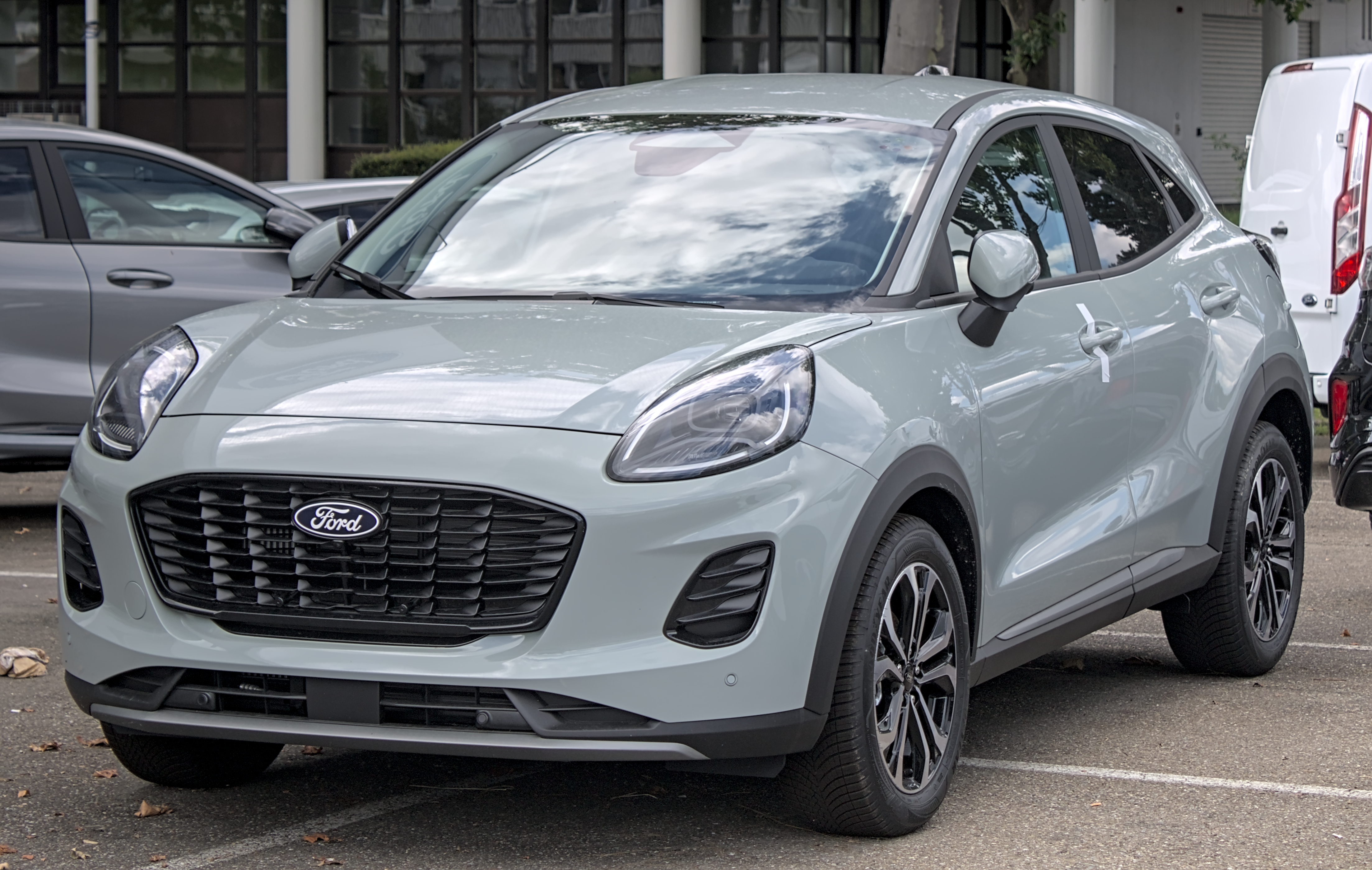
Une Ford Puma grise de 2024.

Le 26 juillet 2024, le procureur de la République de Strasbourg annonce que l'empreinte génétique (ADN) de l’adolescente vient d'être identifié dans une Ford Puma. Il a été retrouvé sur la ceinture de sécurité en place arrière droite, et le sac à main de la jeune fille était dans la boîte à gants.
Le véhicule, immatriculé en Allemagne, volé, avait été accidenté en janvier 2024 dans l'Aude et placé en fourrière. Il avait été géolocalisé près des lieux de la disparition de Lina le 23 septembre 2023.
Le conducteur lors de l'accident, Samuel G., tentait d'échapper à un contrôle douanier,. Il avait été arrêté et condamné à 15 mois de prison avec sursis, sans qu'aucun lien ne soit établi avec la disparition de Lina. Il avait été identifié au volant de cette même voiture à une station service du Doubs deux jours avant la disparition.
Âgé de 43 ans, il devait comparaître en juillet 2024 pour des vols avec violence, mais s'était suicidé par pendaison le 10 juillet 2024 à Besançon, avant que le lien soit établi avec la disparition de Lina dont il est devenu le principal suspect.

### Nouvelles fouilles
Le 30 juillet 2024, des fouilles sont réalisées en vain dans la vallée de la Bruche et dans les Vosges (sur les lieux où le GPS du véhicule du suspect avait borné), tandis que la presse révèle le nom du conducteur du véhicule dans lequel le profil génétique de Lina avait été retrouvé : Samuel Gonin, Bisontin de 43 ans, ancien professeur de menuiserie au lycée professionnel Saint-Joseph (Besançon), qui avait déjà agressé par le passé deux femmes et qui s'est donné la mort le 10 juillet 2024. Il est considéré comme le principal suspect.
Le samedi 3 août 2024, la gendarmerie cesse les recherches dans la forêt d'Anould dans les Vosges après n'avoir trouvé aucun élément supplémentaire permettant de faire progresser l'enquête.
Le mardi 6 août 2024, les recherches reprennent dans le bois de Saulx, à 14 kilomètres de Vesoul (la préfecture haute-saônoise), en suivant les données GPS de la voiture du principal suspect. Durant trois jours, quatre-vingt-dix gendarmes ont passé au crible la forêt de ce bourg, en s'aidant de géoradars souvent utilisés par les archéologues afin de détecter toute anomalie du sol.
En septembre 2024, le procureur de la République par intérim de Strasbourg a révélé que l'ADN de Lina et celui de Samuel Gonin ont été retrouvés sur des cordes présentes dans le coffre de la voiture, ce qui prouve qu'elle avait été « ligotée ».

### Découverte du corps de la victime
Le 16 octobre 2024, le corps de Lina est finalement retrouvé dans une zone boisée et isolée (46.9287922, 3.1765837) à Sermoise-sur-Loire, dans la Nièvre,,, à près de 500 kilomètres du lieu de la disparition. La voiture du principal suspect avait été géolocalisée à cet endroit le 24 septembre 2023, le lendemain de la disparition. Les obsèques de Lina ont lieu le vendredi 25 octobre 2024 à 14h en l'église Saint-Arnould de Plaine.
Le 19 décembre 2024, le procureur de la république annonce que bien que la cause du décés ne puisse être établie formellement, la thèse de la mort par strangulation mécanique est privilégiée. L'état de dégradation du corps ainsi que son séjour prolongé dans l'eau incitent les médecins légistes à la prudence quant à leurs conclusions, mais plusieurs marques ainsi que la présence d'un tissu, tous retrouvés entre le bas du crâne et le haut du cou, permettent de privilégier l'étranglement avec les anses d'un sac. L'analyse du tissu montre qu'il s'agit d'un sac de type tote bag. Cependant, il s'avère impossible de réaliser des examens gynécologiques. Enfin, « À ce jour, tous les éléments sont en faveur d'une action solitaire de la part de Samuel Gonin ».

## En marge de l'affaire
Le 24 juin 2025 le tribunal correctionnel de Strasbourg condamne un Youtubeur belfortain de 36 ans à quatre mois de prison avec sursis et 5 000 euros d’amende pour avoir harcelé moralement en ligne la mère de l’adolescente. Il devra également verser 2 500 euros au titre du préjudice moral et 3 000 euros pour les frais de justice à la victime. Dans des vidéos postées sur sa chaîne Youtube quelques mois après la disparition de Lina, le trentenaire prétendait que Fanny Groll entretenait une relation avec le petit ami de sa fille et qu’elle était responsable de l’enlèvement de sa fille.